# Plesiophrictus millardi
Espèce
Plesiophrictus millardi est une espèce d'araignées mygalomorphes de la famille des Theraphosidae.

## Distribution
Cette espèce est endémique du Maharashtra en Inde,.

## Description
La carapace du mâle décrit par Sanap et Mirza en 2013 mesure 6,66 mm sur 5,38 mm et l'abdomen 6,70 mm sur 3,86 mm et la carapace de la femelle 6,26 mm sur 4,66 mm et l'abdomen 8,12 mm sur 4,80 mm

## Étymologie
Cette espèce est nommée en l'honneur de Walter Samuel Millard.

## Publication originale
- Pocock, 1899 : Diagnoses of some new Indian Arachnida. Journal of the Bombay Natural History Society, vol. 12, p. 744-753 (texte intégral).